# Napomyza maritima
Napomyza maritima är en tvåvingeart som beskrevs av Tschirnhaus 1981. Napomyza maritima ingår i släktet Napomyza och familjen minerarflugor. Arten har ej påträffats i Sverige. Inga underarter finns listade i Catalogue of Life.